# Campionato europeo di football americano Under-19 2019
Il campionato europeo di football americano Under-19 2019 è stata la quattordicesima edizione del campionato europeo di football americano per squadre nazionali maschili Under-19 e si è disputato a Bologna, in Italia, dal 28 luglio al 7 agosto 2019.
Il torneo, sponsorizzato da Balkrishna Industries, è stato vinto dall'Austria.

## Stadi
Distribuzione degli stadi del campionato europeo di football americano Under-19 2019
| Bologna                     | Stadio Giorgio Bernardi · KPRO Stadium | Bologna                     |
| Stadio Giorgio Bernardi     | Stadio Giorgio Bernardi · KPRO Stadium | KPRO Stadium                |
| 44°28′51.07″N 11°22′24.18″E | Stadio Giorgio Bernardi · KPRO Stadium | 44°31′36.94″N 11°20′54.98″E |
| Capacità: 1200              | Stadio Giorgio Bernardi · KPRO Stadium | Capacità: 2000              |
| Altitudine:                 | Stadio Giorgio Bernardi · KPRO Stadium | Altitudine:                 |
|                             | Stadio Giorgio Bernardi · KPRO Stadium |                             |

## Squadre partecipanti
| Pr. | Squadra   | Data di qualificazione | Qualificata in quanto                                                                                          | Ultima partecipazione |
| --- | --------- | ---------------------- | --- | --------------------- |
| 1   | Austria   | 14 luglio 2017         | Prima classificata all'Europeo 2017 (IFAF Paris)                                                               | Francia 2017          |
| 2   | Svezia    | 14 luglio 2017         | Prima classificata all'Europeo 2017 (IFAF New York)                                                            | Danimarca 2017        |
| 3   | Danimarca | 14 luglio 2017         | Seconda classificata all'Europeo 2017 (IFAF New York)                                                          | Danimarca 2017        |
| 4   | Italia    | 15 novembre 2018       | Paese organizzatore                                                                                            | Francia 2017          |
| 5   | Francia   | 26 marzo 2019          | Vincitrice dell'incontro di qualificazione con la Slovacchia (a tavolino)                                      | Francia 2017          |
| 6   | Norvegia  | 30 marzo 2019          | Vincitrice dell'incontro di qualificazione con la Gran Bretagna                                                | Esordiente            |
| 7   | Spagna    | 27 aprile 2019         | Sconfitta nell'incontro di qualificazione dai Paesi Bassi; ripescata a seguito della rinuncia di questi ultimi | Esordiente            |
| 8   | Finlandia | 7 maggio 2019          | Vincitrice dell'incontro di qualificazione con la Russia                                                       | Danimarca 2017        |

## Tabellone
|  | Finale 5º-6º posto | Finale 5º-6º posto | Finale 5º-6º posto |  |   | Semifinali 5º-8º posto | Semifinali 5º-8º posto | Semifinali 5º-8º posto |  |   | Quarti di finale | Quarti di finale | Quarti di finale |   |           | Semifinali | Semifinali | Semifinali |   |                    | Finale             | Finale             | Finale |
|  |                    |                    |                    |  |   |                        |                        |                        |  |   |                  |                  |                  |   |           |            |            |            |   |                    |                    |                    |        |
|  |                    |                    |                    |  |   |                        |                        |                        |  |   | 1                | Svezia           | 20               |   |           |            |            |            |   |                    |                    |                    |        |
|  |                    |                    |                    |  |   |                        |                        |                        |  |   | 8                | Norvegia         | 7                |   |           |            |            |            |   |                    |                    |                    |        |
|  |                    |                    |                    |  |   | 8                      | Norvegia               | 0                      |  |   |                  |                  |                  |   | 1         | Svezia     | 7          |            |   |                    |                    |                    |        |
|  |                    |                    |                    |  |   | 5                      | Finlandia              | 29                     |  |   |                  |                  |                  |   | 4         | Francia    | 0          |            |   |                    |                    |                    |        |
|  |                    |                    |                    |  |   |                        |                        |                        |  | 4 | Francia          | 30               |                  |   |           |            |            |            |   |                    |                    |                    |        |
|  |                    |                    |                    |  |   |                        |                        |                        |  |   | 5                | Finlandia        | 0                |   |           |            |            |            |   |                    |                    |                    |        |
|  | 5                  | Finlandia          | 13                 |  |   |                        |                        |                        |  |   |                  |                  |                  |   |           |            |            |            |   | 1                  | Svezia             | 0                  |        |
|  | 7                  | Spagna             | 9                  |  |   |                        |                        |                        |  |   |                  |                  |                  |   |           |            |            |            | 2 | Austria            | 28                 |                    |        |
|  |                    |                    |                    |  |   |                        |                        |                        |  |   | 3                | Danimarca        | 17               |   |           |            |            |            |   |                    |                    |                    |        |
|  |                    |                    |                    |  |   |                        |                        |                        |  |   | 6                | Italia           | 6                |   |           |            |            |            |   |                    |                    |                    |        |
|  |                    |                    |                    |  | 6 | Italia                 | 21                     |                        |  |   |                  |                  |                  | 3 | Danimarca | 6          |            |            |   |                    |                    |                    |        |
|  | Finale 7º-8º posto | Finale 7º-8º posto | Finale 7º-8º posto |  |   | 7                      | Spagna                 | 36                     |  |   |                  |                  |                  |   | 2         | Austria    | 45         |            |   | Finale 3º-4º posto | Finale 3º-4º posto | Finale 3º-4º posto |        |
|  | 8                  | Norvegia           | 20                 |  |   |                        |                        |                        |  |   | 2                | Austria          | 61               |   |           |            |            |            |   | 4                  | Francia            | 42                 |        |
|  | 6                  | Italia             | 37                 |  |   |                        |                        |                        |  |   | 7                | Spagna           | 7                |   |           |            |            |            |   |                    | 3                  | Danimarca          | 15     |

## Risultati

### Quarti di finale
| Bologna 29 luglio 2019, ore 17:00 | Austria                                                        | 61 – 7 (17-0 21-7 7-0 16-0) referto | Spagna | KPRO Stadium (200 spett.)\| Arbitri: \| Sala O. Cal A. Pribil Zampedri B. Karacik M. Krenn D. Robinson \| |
| Arbitri:                          | Sala O. Cal A. Pribil Zampedri B. Karacik M. Krenn D. Robinson |                                     |        | |

| Bologna 29 luglio 2019, ore 17:00 | Francia                                                                           | 30 – 0 (0-0 0-0 16-0 14-0) referto | Finlandia | Stadio Giorgio Bernardi (200 spett.)\| Arbitri: \| J. Haentjens S. Oud J. Perez Canto R. Hellgren Camossa F. Mariotti M. Kaltenegger \| |
| Arbitri:                          | J. Haentjens S. Oud J. Perez Canto R. Hellgren Camossa F. Mariotti M. Kaltenegger |                                    |           | |

| Bologna 29 luglio 2019, ore 21:02 | Danimarca                                                                         | 17 – 6 (3-6 7-0 0-0 7-0) referto | Italia | KPRO Stadium (750 spett.)\| Arbitri: \| T. Thordarson P. Hautala M. Ulicny O. Selah S. Lascours J. S. Holm G. Marcuccetti \| |
| Arbitri:                          | T. Thordarson P. Hautala M. Ulicny O. Selah S. Lascours J. S. Holm G. Marcuccetti |                                  |        | |

| Bologna 29 luglio 2019, ore 21:00 | Svezia                                                                   | 20 – 7 (7-0 6-7 0-0 7-0) referto | Norvegia | Stadio Giorgio Bernardi (700 spett.)\| Arbitri: \| V. Lamminsalo T. Luz M. Magnusson A. Zsidai S. d'Amato K. Larsen Colombo \| |
| Arbitri:                          | V. Lamminsalo T. Luz M. Magnusson A. Zsidai S. d'Amato K. Larsen Colombo |                                  |          | |

### Semifinali

#### Semifinali 5º - 8º posto
| Bologna 1º agosto 2019, ore 17:00 | Norvegia                                                                          | 0 – 29 (0-5 0-3 0-7 0-14) referto | Finlandia | Stadio Giorgio Bernardi (500 spett.)\| Arbitri: \| J. Haentjens S. Oud J. Perez Canto R. Hellgren Camossa F. Mariotti M. Kaltenegger \| |
| Arbitri:                          | J. Haentjens S. Oud J. Perez Canto R. Hellgren Camossa F. Mariotti M. Kaltenegger |                                   |           | |

| Bologna 1º agosto 2019, ore 17:01 | Italia                                                                   | 21 – 36 (0-3 14-14 0-0 7-19) referto | Spagna | KPRO Stadium (300 spett.)\| Arbitri: \| V. Lamminsalo T. Luz M. Magnusson A. Zsidai S. d'Amato K. Larsen Colombo \| |
| Arbitri:                          | V. Lamminsalo T. Luz M. Magnusson A. Zsidai S. d'Amato K. Larsen Colombo |                                      |        | |

#### Semifinali 1º - 4º posto
| Bologna 1º agosto 2019, ore 21:00 | Svezia                                                                            | 7 – 0 (0-0 0-0 7-0 0-0) referto | Francia | Stadio Giorgio Bernardi (600 spett.)\| Arbitri: \| T. Thordarson P. Hautala M. Ulicny O. Selah S. Lascours J. S. Holm G. Marcuccetti \| |
| Arbitri:                          | T. Thordarson P. Hautala M. Ulicny O. Selah S. Lascours J. S. Holm G. Marcuccetti |                                 |         | |

| Bologna 1º agosto 2019, ore 21:05 | Danimarca                                                      | 6 – 45 (0-7 6-21 0-14 0-3) referto | Austria | KPRO Stadium (200 spett.)\| Arbitri: \| Sala O. Cal A. Pribil Zampedri B. Karacik M. Krenn D. Robinson \| |
| Arbitri:                          | Sala O. Cal A. Pribil Zampedri B. Karacik M. Krenn D. Robinson |                                    |         | |

### Finali

#### Finale 7º - 8º posto
| Bologna 4 agosto 2019, ore 9:00 | Norvegia                                                                     | 20 – 37 (0-7 0-13 13-7 7-10) referto | Italia | Stadio Giorgio Bernardi (200 spett.)\| Arbitri: \| J Haentjens P. Hautala A. Pribil O. Selah Camossa F. Mariotti G. Marcuccetti \| |
| Arbitri:                        | J Haentjens P. Hautala A. Pribil O. Selah Camossa F. Mariotti G. Marcuccetti |                                      |        | |

#### Finale 5º - 6º posto
| Bologna 4 agosto 2019, ore 12:30 | Finlandia                                                             | 13 – 9 (0-9 0-0 0-0 13-0) referto | Spagna | Stadio Giorgio Bernardi (200 spett.)\| Arbitri: \| Sala T. Luz J. Perez Canto A. Zsidai B. Karacik K. Larsen D. Robinson \| |
| Arbitri:                         | Sala T. Luz J. Perez Canto A. Zsidai B. Karacik K. Larsen D. Robinson |                                   |        | |

#### Finale 3º - 4º posto
| Bologna 4 agosto 2019, ore 17:00 | Francia                                                                           | 42 – 15 (0-0 14-7 14-0 14-8) referto | Danimarca | KPRO Stadium (300 spett.)\| Arbitri: \| V. Lamminsalo O. Caldes M. Magnusson Zampedri S. Lascours M. Krenn M. Kaltenegger \| |
| Arbitri:                         | V. Lamminsalo O. Caldes M. Magnusson Zampedri S. Lascours M. Krenn M. Kaltenegger |                                      |           | |

#### Finale
| Bologna 4 agosto 2019, ore 21:00 | Svezia                                                                   | 0 – 28 (0-7 0-14 0-7 0-0) referto | Austria | KPRO Stadium (600 spett.)\| Arbitri: \| T. Thordarson S. Oud M. Ulicny R. Hellgren S. d'Amato J. S. Holm Colombo \| |
| Arbitri:                         | T. Thordarson S. Oud M. Ulicny R. Hellgren S. d'Amato J. S. Holm Colombo |                                   |         | |

## Classifica
| Pos. | Squadra   | PCT   | G | V | N | P | PF  | PS |
| ---- | --------- | ----- | - | - | - | - | --- | -- |
| 1    | Austria   | 1.000 | 3 | 3 | 0 | 0 | 134 | 13 |
| 2    | Svezia    | .667  | 3 | 2 | 0 | 1 | 27  | 35 |
| 3    | Francia   | .667  | 3 | 2 | 0 | 1 | 72  | 22 |
| 4    | Danimarca | .333  | 3 | 1 | 0 | 2 | 38  | 93 |
| 5    | Finlandia | .667  | 3 | 2 | 0 | 1 | 42  | 39 |
| 6    | Spagna    | .333  | 3 | 1 | 0 | 2 | 52  | 95 |
| 7    | Italia    | .333  | 3 | 1 | 0 | 2 | 64  | 73 |
| 8    | Norvegia  | .000  | 3 | 0 | 0 | 3 | 27  | 86 |

## Verdetti
| Campione d'Europa Under-19 2019 Austria (4º titolo) |

## Marcatori
| Giocatore    | Sq.       | TD rush | TD recv | TD int | TD p.ret | TD k.ret | TD oth | Xp1 | Xp2 | FG | Saf | Totale |
| ------------ | --------- | ------- | ------- | ------ | -------- | -------- | ------ | --- | --- | -- | --- | ------ |
| Rock         | Austria   | 0       | 1       | 0      | 0        | 0        | 0      | 18  | 0   | 2  | 0   | 30     |
| 2 giocatori  | 24        |         |         |        |          |          |        |     |     |    |     |        |
| C. Chevalier | Francia   | 0       | 0       | 1      | 0        | 0        | 0      | 9   | 0   | 1  | 0   | 18     |
| J. Cuenca    | Spagna    | 1       | 0       | 0      | 0        | 0        | 0      | 4   | 0   | 1  | 0   | 13     |
| 13 giocatori | 12        |         |         |        |          |          |        |     |     |    |     |        |
| 2 giocatori  | 10        |         |         |        |          |          |        |     |     |    |     |        |
| A. Paaske    | Danimarca | 0       | 1       | 0      | 0        | 0        | 0      | 0   | 1   | 0  | 0   | 8      |
| 25 giocatori | 6         |         |         |        |          |          |        |     |     |    |     |        |
| V. Wikstrom  | Svezia    | 0       | 0       | 0      | 0        | 0        | 0      | 3   | 0   | 0  | 0   | 3      |
| 4 giocatori  | 2         |         |         |        |          |          |        |     |     |    |     |        |
| 2 giocatori  | 1         |         |         |        |          |          |        |     |     |    |     |        |

- Miglior marcatore: Rock ( Austria), 30

## Passer rating
La classifica tiene in considerazione soltanto i quarterback con almeno 10 lanci effettuati.
| Giocatore      | Sq.       | G | Att | Comp | Int | Yds | TD | NFL    | NCAA   |
| -------------- | --------- | - | --- | ---- | --- | --- | -- | ------ | ------ |
| Y. D. Gruner   | Austria   | 3 | 51  | 28   | 1   | 580 | 5  | 119,73 | 178,86 |
| Hrouda         | Austria   | 3 | 11  | 8    | 0   | 77  | 0  | 91,86  | 131,53 |
| D. Rossi       | Italia    | 3 | 96  | 50   | 3   | 656 | 4  | 74,83  | 116,98 |
| C. Martin      | Spagna    | 2 | 17  | 6    | 0   | 123 | 1  | 81,25  | 115,48 |
| R. Myhrer      | Norvegia  | 3 | 59  | 25   | 0   | 290 | 2  | 69,17  | 94,85  |
| D. de Diego    | Spagna    | 3 | 53  | 23   | 1   | 296 | 1  | 59,94  | 92,76  |
| A. Schwartz    | Danimarca | 3 | 50  | 28   | 2   | 208 | 1  | 56,08  | 89,54  |
| J. Korkalainen | Finlandia | 3 | 42  | 20   | 5   | 278 | 1  | 37,70  | 87,27  |
| V. Ekberg      | Svezia    | 3 | 73  | 28   | 3   | 324 | 3  | 49,12  | 80,98  |
| A. Urjansson   | Finlandia | 3 | 35  | 13   | 1   | 148 | 1  | 48,27  | 76,38  |
| C. Carstens    | Danimarca | 3 | 34  | 10   | 2   | 134 | 2  | 38,60  | 70,16  |
| J. Byman       | Finlandia | 1 | 22  | 9    | 0   | 40  | 0  | 48,67  | 56,18  |
| M. Collomb     | Francia   | 2 | 18  | 7    | 2   | 41  | 1  | 25,93  | 54,13  |
| O. Bakkeli     | Norvegia  | 2 | 19  | 4    | 1   | 17  | 0  | 17,65  | 18,04  |

- Miglior QB: Y. D. Gruner ( Austria), 178,86